# Frankfurt (Main) Taunusanlage
Frankfurt (Main) Taunusanlage (niem: Bahnhof Frankfurt (Main) Taunusanlage) – przystanek kolejowy we Frankfurcie nad Menem, w kraju związkowym Hesja, w Niemczech. Znajduje się w tunelu średnicowym, w dzielnicy Westend. Stacja należy do kategorii 3 i została otwarta wraz z pierwszą częścią tunelu średnicowego w maju 1978 roku. Składa się z jednego peronu wyspowego i dwóch torów.
Schody do stacji znajdują się wokół budynku Deutsche Bank. Stacja jest głównym węzłem dla osób dojeżdżających do pracy, w pobliżu znajduje się kilka wieżowców bankowych.